# Virupakshan Pranatharthi Haran
Virupakshan Pranatharthi Haran es un diplomático de carrera indio.
- En 1980 entró al Indian Foreign Service.
- Fue empleado en las embajadas de la India en Bruselas, Moscú y Kabul.
- De 2000 a 2003 fue Representante Permanente Adjunto de la India ante la Organización Mundial del Comercio en Ginebra.
- Del 10 al 14 de septiembre de 2003 pertenecía a la delegación de la India a Cancún (en:World Trade Organization Ministerial Conference of 2003).
- De 2003 a 2006 fue Ministro Consejero de embajada en Katmandú.
- De enero de 2009 al 30 de noviembre de 2012 fue embajador en Damasco.
- Del 11 de enero de 2013 al 16 de julio de 2014 embajador en Timbu (Bután).[2]

.